# Allan Brusén
Karl Allan Brusén, född 14 januari 1897 i Odensvi församling, Västmanlands län, död 19 oktober 1976 i Söderhamn, var en svensk häradshövding.
Brusén blev juris kandidat vid Uppsala universitet 1927 och genomförde tingstjänstgöring 1931–33. Han blev fiskal vid Svea hovrätt 1934, var sekreterare vid justitiekanslersämbetet 1937–44, hovrättssekreterare vid Svea hovrätt 1944–50, tidvis adjungerad ledamot där 1942 och 1948–50, och slutligen häradshövding i Sydöstra Hälsinglands domsaga 1950–64.
Bruséns maka, Mimmi Marie-Sofie Bergh (1904–1984), var under många år en centralgestalt i Söderhamns konstliv. Till hennes minne har Söderhamns Konstförening instiftat ett årligt stipendium, vilket utdelas till ungdomar i Söderhamns kommun som är aktiva inom bildkonsten.